# Berliner Messe
Pour les articles homonymes, voir Berlinoise.
La Berliner Messe (la Messe berlinoise) est une œuvre pour chœur et orchestre du compositeur estonien Arvo Pärt, associé au mouvement de musique minimaliste. Elle a été composée initialement en 1990 puis révisée en 1992 pour chœur et cordes.

## Historique
Cette messe est une commande du 90e congrès Katholikentages de Berlin. La première mondiale de l'œuvre a lieu le 24 mai 1990 cathédrale Sainte-Edwige de Berlin sous la direction de Paul Hillier dirigeant le Theatre of Voices.

## Structure
1. Kyrie
2. Gloria
3. Erster Alleluiavers (premier Alléluia)
4. Zweiter Alleluiavers (second Alléluia)
5. Veni Sancte Spiritus
6. Credo
7. Sanctus
8. Agnus Dei

Son exécution dure environ 25 minutes.

## Discographie sélective
- Te Deum par le Chœur de chambre philharmonique estonien dirigé par Tonu Kaljuste chez ECM Records, 1993.